# Scopula strigata
Scopula strigata är en fjärilsart som beskrevs av Geoffroy 1785. Scopula strigata ingår i släktet Scopula och familjen mätare. Inga underarter finns listade.